# Careproctus steini
Careproctus steini is een straalvinnige vissensoort uit de familie van snotolven (Cyclopteridae). De wetenschappelijke naam van de soort is voor het eerst geldig gepubliceerd in 1990 door Andriashev & Prirodina.